# Mitrou
Mitrou (en griego, Μήτρου) es un islote y un yacimiento arqueológico próximo a la localidad de Tragana, en Lócride (Grecia). Se trata de un islote de unos 330 m de norte a sur y unos 180 de este a oeste. Probablemente en la Edad del Bronce este lugar no era una isla sino que estaba unido al continente.
Las excavaciones tuvieron lugar bajo la dirección de Aleydis Van de Moortel y Eleni Zahou. 
El lugar estuvo habitado aproximadamente entre los años 2400 y 900 a. C. Durante la Edad del Bronce Antiguo, hacia 2400-2200 a. C. fue un centro residencial de cierta importancia como muestran los cimientos que se han encontrado de edificios de planta rectangular. Después hubo un periodo de declive tras el que disminuyó la importancia del asentamiento. Un hallazgo destacado de este periodo es la impronta de un barco de unos 5 m de largo y 1 de ancho que estuvo en uso hacia el 1900 a. C. 
Entre 1700 y 1600 a. C. se inició la construcción de una serie de grandes edificios así como de una gran tumba rectangular. Esta fase culmina en el siglo XIV a. C. (periodo heládico reciente IIIA2). Posteriormente, en el heládico reciente IIIC, entre 1200 y 1050 a. C. nuevamente el asentamiento fue habitado intensamente. Durante el periodo micénico, por el contexto histórico y el análisis de la cerámica encontrada, se estima que el asentamiento perteneció primero al área de influencia del palacio de Orcómeno para pasar después a ser controlado por el palacio de Tebas, a finales del siglo XIII a. C.
Por último, también se conservan algunos restos de este asentamiento pertenecientes al periodo protogeométrico. De hecho, un aspecto destacable de este yacimiento arqueológico es que, al igual que otros yacimientos próximos como los de Lefkandi, Elatea y Kalapodi, este muestra una continuidad entre el final de la Edad del Bronce y el principio de la Edad del Hierro.